# Khumar Gadimova
 (mai 2025).
Khumar Gadimova, également connue sous le nom de Khumar (née le 26 avril 1966 à Gazakh), est une chanteuse pop azerbaïdjanaise, compositrice, actrice, pianiste, réalisatrice et artiste honorée d'Azerbaïdjan (2017),.

## Biographie
Xumar Qədimova est née le 26 avril 1966 dans le district de Qazakh. De 1983 à 1987, elle a étudié à l’Institut d’État du Théâtre d’Azerbaïdjan nommé d’après Mirzaga Aliyev, dans la spécialité de « metteure en scène de spectacles de masse ».

## Carrière
En 1997, Xumar Qədimova a commencé sa carrière artistique. Jusqu'à aujourd'hui, elle a interprété plus de 200 œuvres musicales. S’inspirant d’abord de la littérature orale populaire, elle a ensuite exploré les différentes époques de la littérature azerbaïdjanaise et turque. Elle a composé des musiques sur les paroles de grands poètes et écrivains tels que Nizami, Nasimi, Nazim Hikmet, Yunus Emre, Necip Fazıl Kısakürek, Molla Panah Vagif, Suat Sayın, Shahriyar, Huseyn Javid, Almas Ildirim, Mikayil Mushfig, Samed Vurgun, Rasul Rza, Khalil Rza Uluturk, Bakhtiyar Vahabzadeh, Zelimkhan Yaqub, Nusrat Kasamanli, Nariman Hasan-zadeh, Rasul Hamzatov, Ahmet Kaya, Ramiz Rovshan, Kamal Abdulla et Mikayil Mirza.
En 2003, elle a reçu le prix de "voix d'artiste" pour sa chanson Ayrılıq lors d’un concours en Turquie parmi les chanteurs azerbaïdjanais les plus écoutés. En 2007, elle a donné un concert solo intitulé Bir Can Türkiye-Azerbaycan dans la salle de concert Maslak TİM à Istanbul, en Turquie[réf. nécessaire].
Par ailleurs, ses chansons ont été interprétées par de célèbres artistes turcs tels que Kibariye, Yıldız Tilbe, le groupe Kafkaz Kardeşleri, ainsi que Sevinc Muminova, Artiste d'État d'Ouzbékistan, et d'autres encore[réf. nécessaire].
Le 3 mars 2017, elle a été honorée du titre d'Artiste émérite de la République d'Azerbaïdjan pour son activité fructueuse dans le domaine de la culture,.
En 2019, elle a créé une composition dédiée à Nasimi à l'occasion de "L'Année de Nasimi".
En 2021, elle a composé une œuvre en l'honneur de "L'Année de Nizami Gandjavi".
En 2022, elle a réalisé une composition spéciale à l'occasion de "L'Année de Choucha",.

## Discographie
1. Sən Fanisən
2. Ürəyim
3. Əziz Dostum
4. Onu Sevmə Deyirlər
5. Sarhoş Gibiyim
6. Artık Sevmeyeceğim
7. Dilbərim
8. Bilən Yoxdur
9. Yalan Deyil
10. Ruhunla Yaşayacağam
11. Yalvara-Yalvara
12. Danışdırma Məni
13. Bilinməz
14. Kərtənkələ Mənim Adım
15. Yoruldum
16. Unuda Bilmirəm
17. Dodaqlarımda Arzu
18. Qurban Olum
19. Sevgi Harayı
20. Yuxuma Gir
21. Mən Bir Duyğu Çələngiyəm
22. Hər Şey Bitdi
23. Yar Yar
24. Məni Dindirmə
25. Ay Qız, Kimin Qızısan?
26. Şükür ki, Ölməmişəm
27. Neynim
28. Səbəbi Sənsən
29. Ata
30. Bilmirəm
31. Səni Qəmli Görəndə
32. Didərginlər
33. Küsmərəm
34. Qəribədir, Deyilmi?
35. Allahım, Mən Nə Üçün Şair Doğuldum?
36. Yarama Duz Səpmə
37. Yarım Bilməz
38. Dustaq Bir Də Sevər Oldu
39. Rəssam
40. Azadlıq Həsrəti
41. Deyin
42. Qəmərim
43. Bir də Gəlməyəcək Mənimtək Qadın
44. Niyə Getdin? Niyə Döndün? Niyə Baxdın?
45. Çarə Getməkdir
46. Nazlı Ceyranım
47. Necə Dözüm Bu Dərdə Mən
48. Nə Ağırdır Mənim Eşqim
49. Günün Birində
50. Susma
51. Ruhum Toz Olmuş
52. O Dağ Məni, Bu Dağ Məni
53. Yandım Elə Yandım
54. Mənim Gülüm
55. Sevda
56. Yine Aşk Kaynıyor
57. Səninçün
58. Aşk Neylədi
59. Nerden Bileceksiniz
60. Tesbih
61. Dünya Heç Kimin
62. Gecələr
63. Yarım
64. Yağmur Ağlıyor
65. Ruhunla Yaşayıram
66. Kertenkele Benim Adım
67. Məhəbbət Nəğməsi
68. Gəl İnad Etmə
69. Sənsiz Necə Yaşayıram
70. Şuşa
71. Küsmərəm
72. Sən və Mən
73. Gecə xəlvətcə bizə sevgili yar gəlmiş idi
74. Daha Səni Üzməyəcəm
75. Sən Oldun
76. Tanrım